# 3月10日
3月10日（さんがつとおか）は、グレゴリオ暦で年始から69日目（閏年では70日目）にあたり、年末まであと296日ある。

## できごと

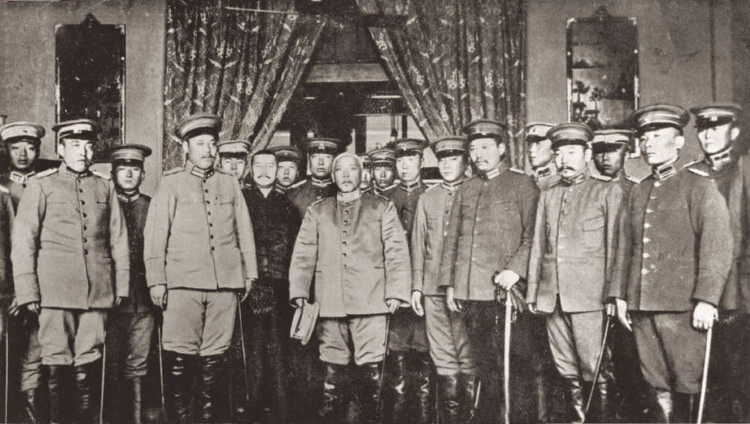
1912年、袁世凱、中華民国総統就任。

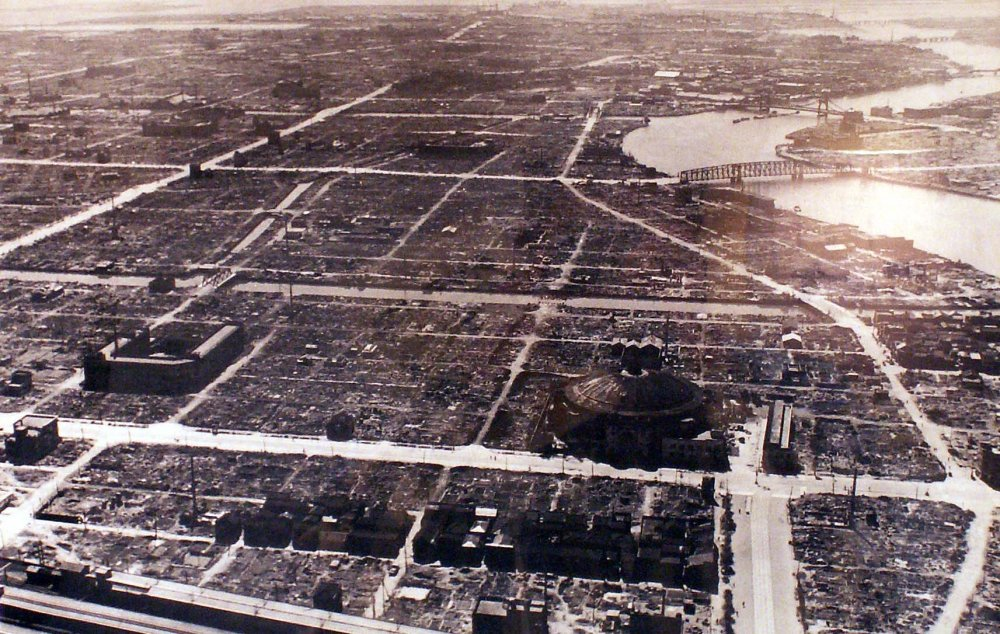
1945年、東京大空襲。

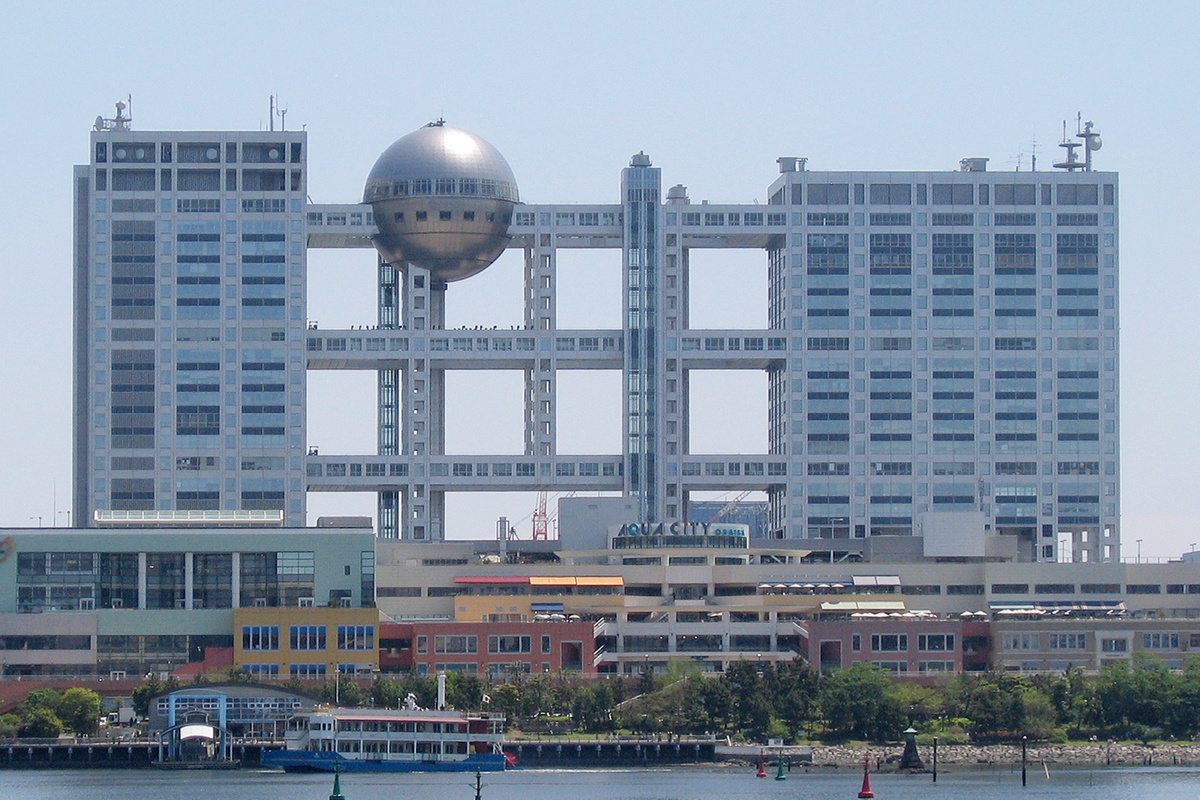
1997年、フジテレビ、お台場に移転。

- 1016年（長和5年1月29日） - 三条天皇が譲位し、敦成親王が第68代天皇・後一条天皇として即位。藤原道長が摂政となる[1]。
- 1559年（永禄2年2月2日） - 織田信長が上洛し足利義輝に謁見する。
- 1661年 - フランス国王ルイ14世が、国政を担当していたジュール・マザランの死去を受けて親政を宣言[2]。
- 1793年 - フランス革命: 国民公会が政治犯を審理するために革命裁判所をパリに設置。
- 1831年 - フランス国王ルイ・フィリップがフランス外人部隊の設立詔書に署名、フランス外人部隊の設置を布告。
- 1864年 - 南北戦争: レッド川方面作戦開始。
- 1872年 - 日本で最初のプロテスタント教会「横浜海岸教会」が設立される。
- 1876年 - グラハム・ベルが電話による会話に成功。第一声は 「Mr. Watson. Come here; I want to see you.（ワトソン君、ちょっと来てくれ。用事がある。）」[3]。
- 1882年 - 官設鉄道の長浜駅 - 柳ヶ瀬駅間、洞道口駅 - 金ヶ崎駅間が開業。現在の北陸本線が初開業。
- 1900年 - 治安警察法公布。
- 1902年 - ボーア戦争: 南アフリカのボーア人がイギリス軍に最終的に勝利し、将軍を捕らえる。
- 1905年 - 日露戦争: 奉天会戦が日本軍の勝利で終結。
- 1905年 - 名古屋コーチンが日本家禽協会によって国内初の実用鶏種として認定された[4][5]。
- 1906年 - 第1回陸軍記念日。前年の奉天会戦勝利を記念したもの。以降、第二次世界大戦終結まで、毎年3月10日は陸軍記念日となった。
- 1908年 - 北海道の暴風雪の死者が、この日までに239人[6]。
- 1910年 - 箕面有馬電気軌道（現在の阪急電鉄）の初の開業区間、梅田駅 - 宝塚駅間と石橋駅 - 箕面駅間が開業。
- 1912年 - 袁世凱が中華民国臨時大総統に就任。
- 1922年 - 上野公園で平和記念東京博覧会が開幕。文化住宅の展示などが行われた[7]。
- 1926年 - 日本初の国産潜水艦「伊号第一潜水艦 (初代)」が竣工。
- 1937年 - 日本初の国産ハンググライダー「頓所式1型」が初飛行。
- 1941年 - 日本で治安維持法改正。これにより予防拘禁が導入。
- 1945年 - 第二次世界大戦・日本本土空襲: 東京大空襲。
- 1945年 - 第二次世界大戦・日本本土空襲: 第1回平空襲。
- 1947年 - 全国労働組合連絡協議会（全労連）結成。
- 1948年 - 芦田均が47代内閣総理大臣に就任し、民主・社会・国民協同の連立による芦田内閣が成立。
- 1952年 - キューバで軍事クーデター。フルヘンシオ・バティスタが独裁政権を樹立。
- 1952年 - 北海道初の民間放送・北海道放送（HBC）ラジオ開局[8]。
- 1952年 - スターリン・ノート: ヨシフ・スターリンが東西ドイツ統一に関する交渉を求める覚書を西側占領国に送る。
- 1954年 - 島田事件が発生。
- 1956年 - 福岡県北九州市小倉で日本初のスーパーマーケット「丸和フードセンター」開店[9]。
- 1959年 - チベット蜂起。
- 1960年 - 昭和天皇の五女清宮貴子内親王が島津久永と結婚。
- 1965年 - 気象庁が富士山山頂で富士山レーダーを用いた観測を開始。
- 1968年 - 成田空港問題 TBS成田事件: 第2次成田デモ事件。
- 1974年 - ルバング島に残留していた陸軍少尉の小野田寛郎が救出される。
- 1975年 - 山陽新幹線の岡山駅 - 博多駅間の全線が開業。これに伴う大規模ダイヤ改正が実施される。
- 1977年 - 天王星の環が発見される[10]。
- 1978年 - 新潟市の雑居ビルで火災が発生（今町会館ビル火災）。死者11人、軽症者2人[11]。
- 1981年 - 横綱・輪島が現役引退。
- 1982年 - 惑星直列。全ての惑星が太陽から見て95度以内に入る。
- 1985年 - 青函トンネル本坑が貫通。
- 1990年 - 京葉線が全線開通。
- 1997年 - フジテレビが東京都新宿区河田町から同港区台場へ移転し、本放送開始。
- 2000年 - インターネット・バブル: ナスダック総合指数が最高値の5132.52を記録。
- 2000年 - 東海道・山陽新幹線の食堂車が廃止される。
- 2001年 - 東京スタジアムが開業。
- 2005年 - 島根県議会が、2月22日を「竹島の日」とする条例案を可決。
- 2006年 - アメリカの火星探査機「マーズ・リコネッサンス・オービター」が火星の軌道に投入。
- 2006年 - 全日本空輸からボーイング747SR型機が全機退役（最終便は鹿児島発羽田行のANA624便）[12]。
- 2008年 - チベット騒乱が始まる。
- 2009年 - 1985年の阪神タイガース優勝時にファンから胴上げされて道頓堀川に投げ込まれたカーネル・サンダース人形が、24年ぶりに発見される[13]。
- 2009年 - 日経平均株価が終値ベースでバブル崩壊後の最安値7054円98銭を記録。
- 2010年 - 鶴岡八幡宮の「公暁の隠れ銀杏」と呼ばれるイチョウが強風により倒壊。
- 2011年 - 特急「雷鳥」廃止
- 2013年 - パンスターズ彗星 (C/2011 L4)が太陽に最も近いた[14]。
- 2017年 - 東京メトロ銀座線の01系が営業運転終了[15]。
- 2017年 - 朴槿恵大統領、友人の国政介入を可能にした職権濫用を理由に、大韓民国憲法裁判所が罷免を決定[16]。
- 2019年 - エチオピア、ボレ国際空港発のエチオピア航空302便が墜落事故。乗客乗員157人全員が死亡（エチオピア航空302便墜落事故）[17]。
- 2019年 - スキージャンプ・ワールドカップ2018/19で、小林陵侑が総合優勝。同大会におけるヨーロッパ人以外初の総合優勝[18]。
- 2023年 - 2023年のアメリカ合衆国における銀行破綻: シリコンバレー銀行が経営破綻（シリコンバレー銀行の経営破綻）[19]。
- 2024年 - 第96回アカデミー賞で、宮崎駿監督の『君たちはどう生きるか』が長編アニメーション賞を受賞[20]。また、山崎貴監督の『ゴジラ-1.0』が、日本の作品として初めて視覚効果賞に選ばれる[21]。

## 誕生日

### 人物

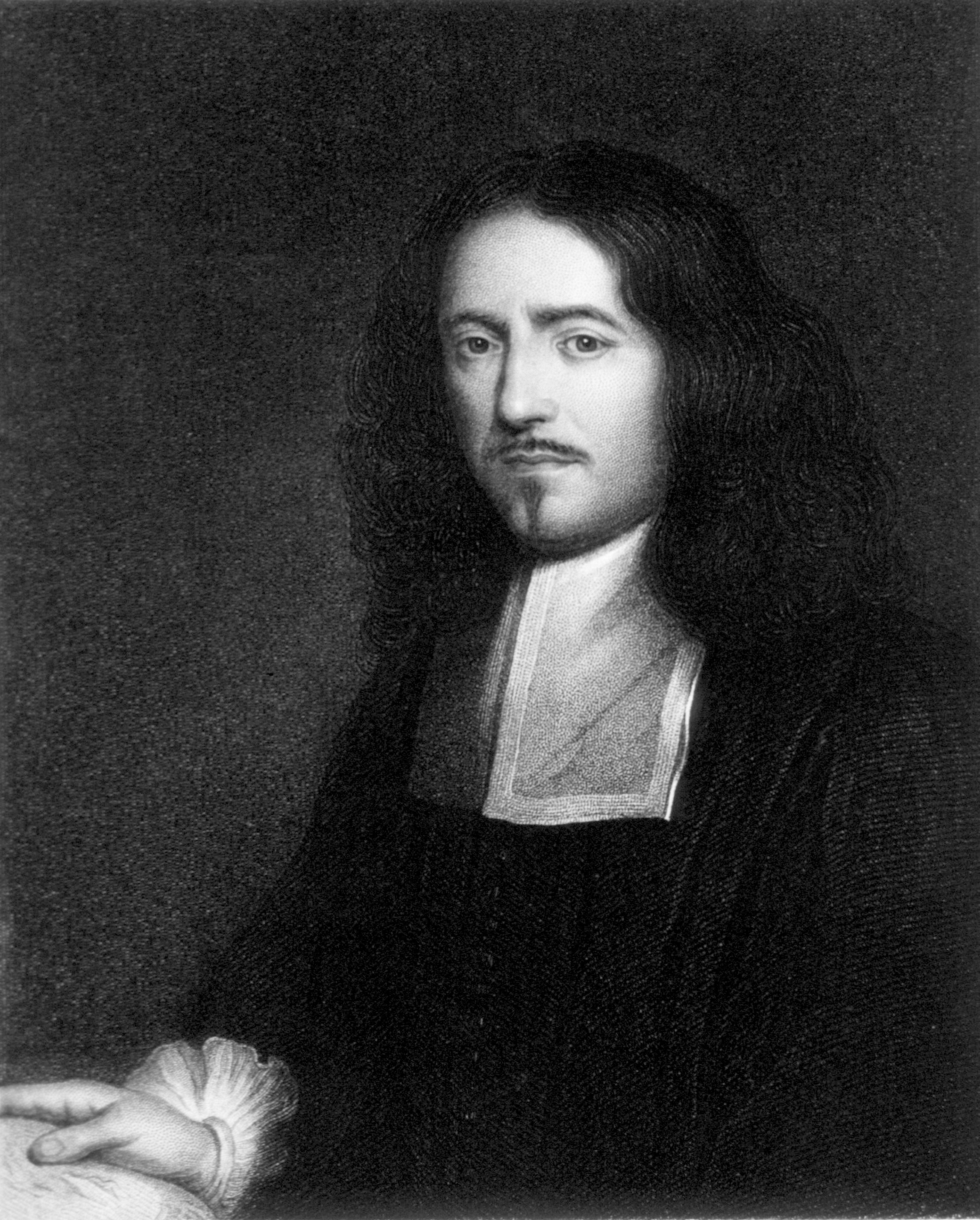
医師、解剖学者、生理学者マルチェロ・マルピーギ(1628-1694)誕生。

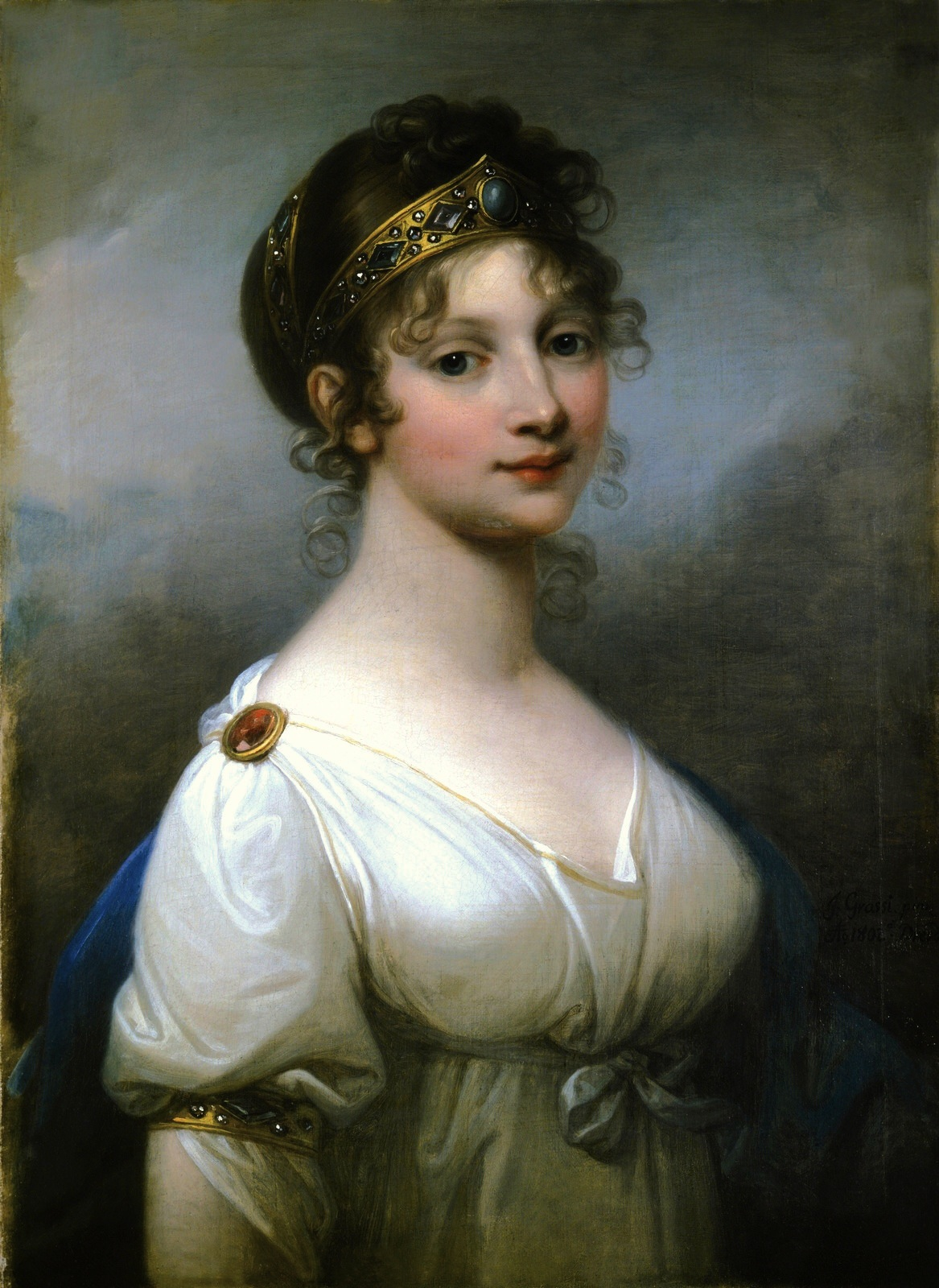
プロイセン王妃ルイーゼ王妃(1776-1810)誕生。

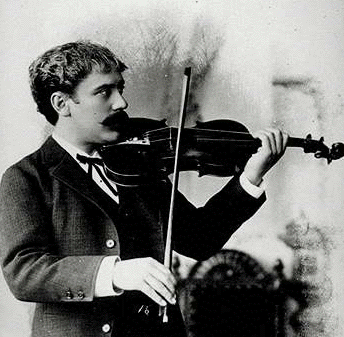
作曲家、バイオリニストパブロ・デ・サラサーテ(1844-1908)誕生。

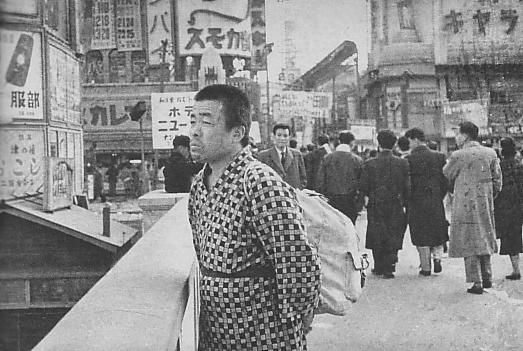
画家山下清(1922-1971)誕生。

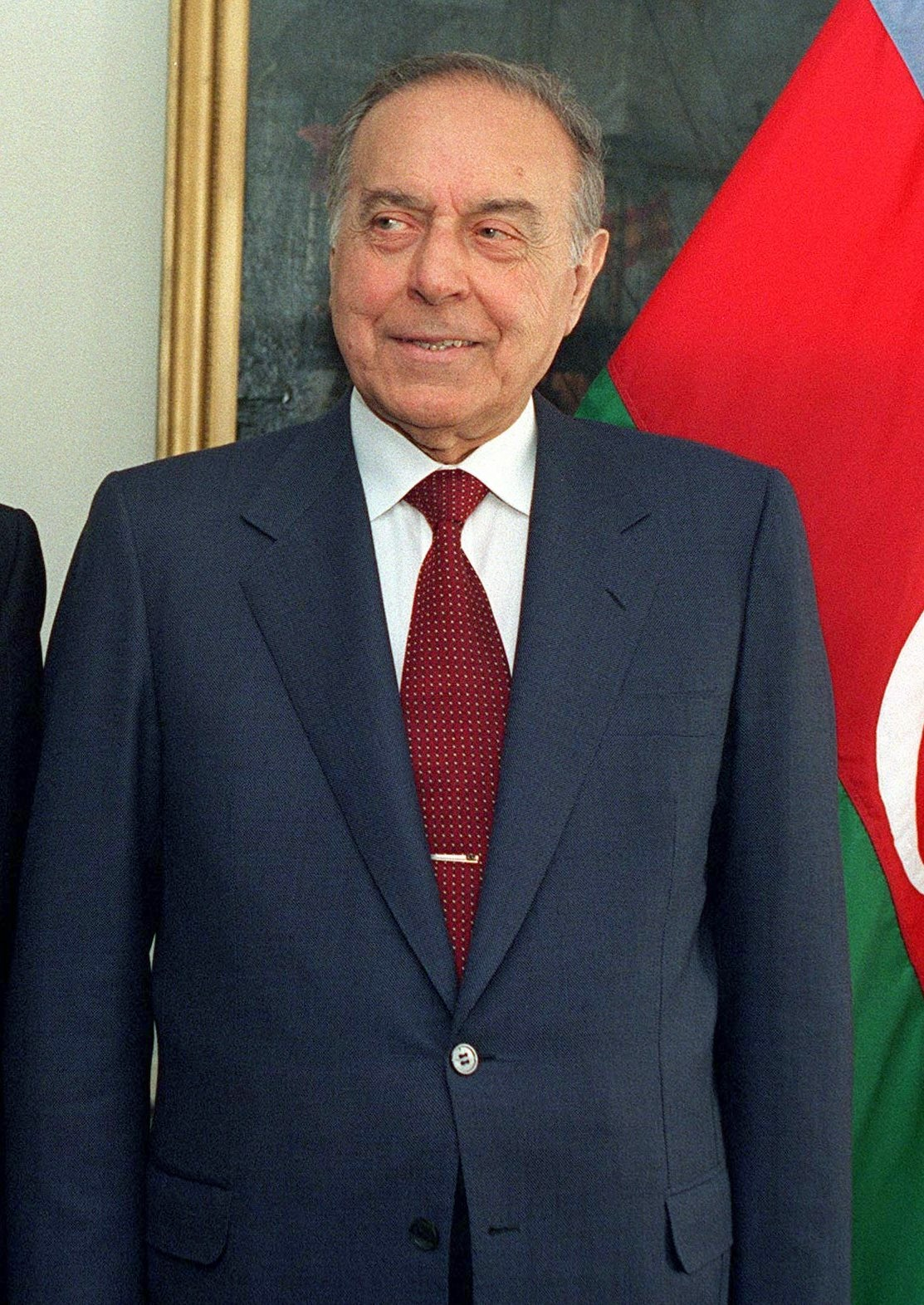
アゼルバイジャン共和国第3代大統領ヘイダル・アリエフ(1923-2003)誕生。

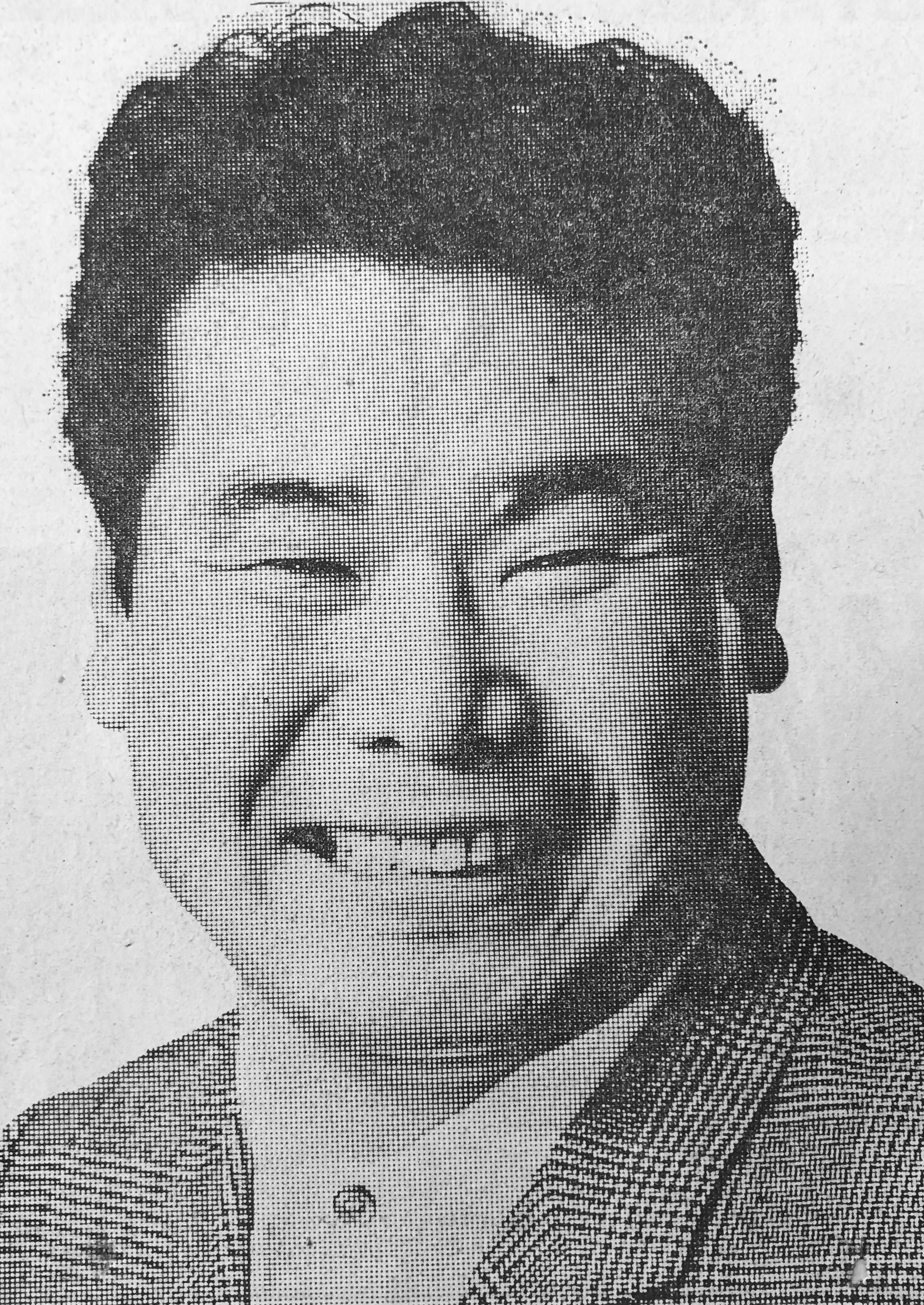
俳優渥美清 (1928-1996)誕生。

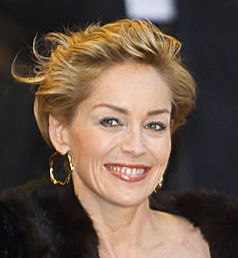
女優シャロン・ストーン(1958-)誕生。

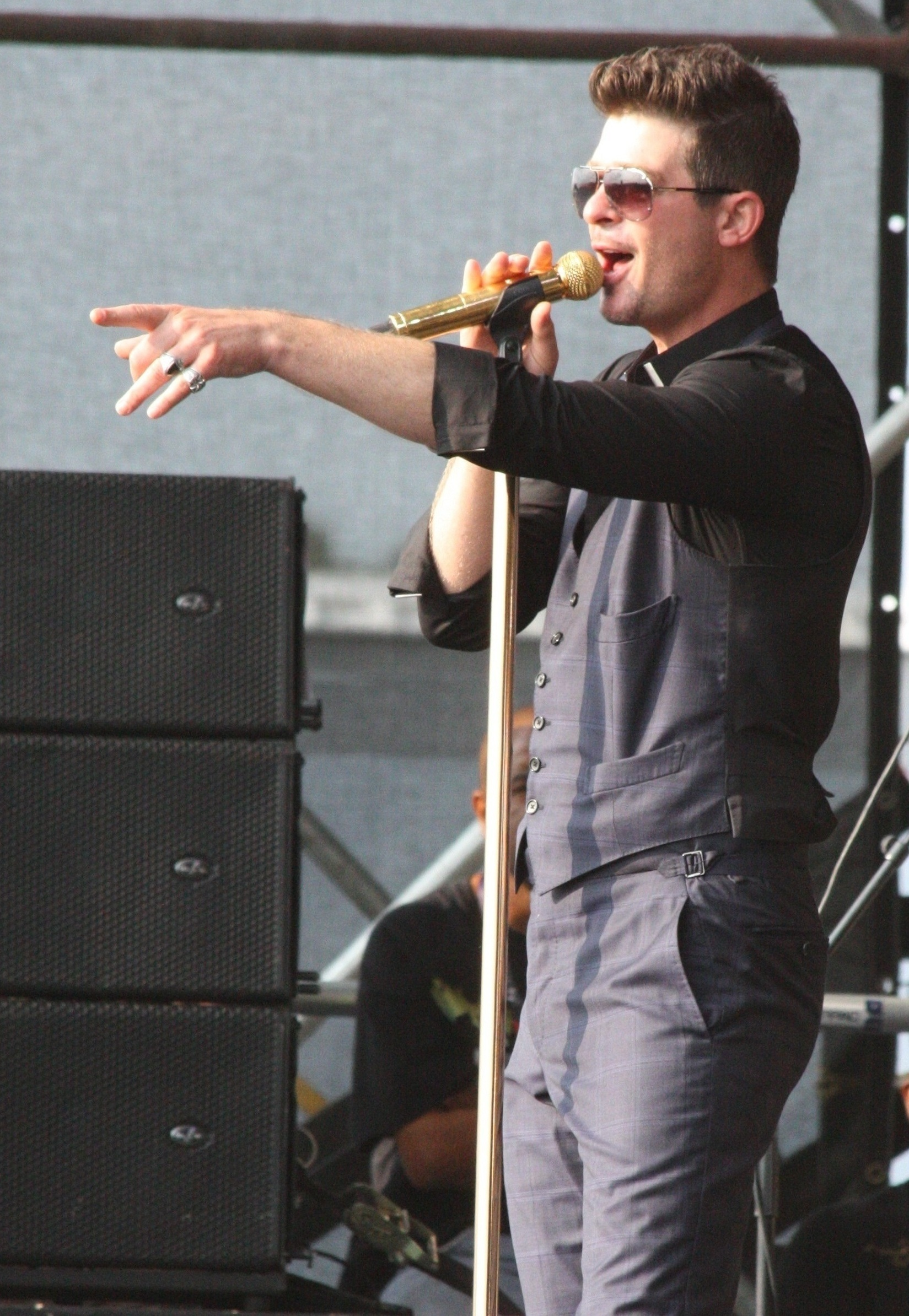
ミュージシャンロビン・シック(1977-)誕生。

- 1452年 - フェルナンド2世、アラゴン国王（+ 1516年）
- 1503年 - フェルディナント1世、神聖ローマ皇帝（+ 1564年）
- 1522年（大永2年2月13日） - 三好長慶、戦国大名（+ 1564年）
- 1536年 - トマス・ハワード (第4代ノーフォーク公)、イングランド貴族（+ 1572年）
- 1628年 - マルチェロ・マルピーギ、医学者、解剖学者（+ 1694年）
- 1686年（貞享3年2月16日） - 小笠原信辰、第2代越前勝山藩主（+ 1736年）
- 1693年（元禄6年2月4日） - 藤堂高敏、第5代津藩主（+ 1728年）
- 1709年 - ゲオルク・シュテラー、博物学者、探検家、医師（+ 1746年）
- 1731年（享保16年2月3日） - 水野忠友、初代沼津藩主（+ 1802年）
- 1729年（享保14年2月11日） - 島津重年、第7代薩摩藩主（+ 1755年）
- 1734年（享保19年2月6日） - 麻田剛立、天文学者（+ 1799年）
- 1749年 - ロレンツォ・ダ・ポンテ、詩人、台本作家（+ 1838年）
- 1754年（宝暦4年2月17日） - 池田延俊、第5代鹿奴藩主（+ 1771年）
- 1762年 - イェレミアス・リヒター、化学者（+ 1807年）
- 1764年（宝暦14年2月8日） - 阿部正実、第4代佐貫藩主（+ 1832年）
- 1772年 - フリードリヒ・シュレーゲル、思想家、詩人、小説家（+ 1829年）
- 1776年 - ルイーゼ・フォン・メクレンブルク＝シュトレーリッツ、プロイセン王妃（+ 1810年）
- 1788年 - ヨーゼフ・フォン・アイヒェンドルフ、小説家、詩人（+ 1857年）
- 1809年（文化6年1月25日） - 奥平昌暢、第6代中津藩主（+ 1832年）
- 1844年 - パブロ・デ・サラサーテ、作曲家（+ 1908年）
- 1844年 - マリー・スパルタリ・スティルマン、画家（+ 1927年）
- 1845年 - アレクサンドル3世、ロシア皇帝（+ 1894年）
- 1846年 - エディ・リンカーン、エイブラハム・リンカーンの次男（+ 1850年）
- 1852年（嘉永5年2月20日） - 小野梓、法学者（+ 1886年）
- 1858年（安政5年1月25日） - 御木本幸吉、真珠養殖法の開発者（+ 1954年）
- 1867年 - エクトール・ギマール、建築家（+ 1942年）
- 1870年（明治3年2月9日） - 中馬庚、教育者（+ 1932年）
- 1871年 - 高橋久野、牧師（+1944年）
- 1871年 - 楠本長三郎、内科学者、大阪帝国大学創設者（+ 1946年）
- 1879年 - 橋戸信、野球選手、新聞記者（+ 1936年）
- 1879年 - ハンス・ルター、ドイツの第9代首相（+ 1962年）
- 1881年 - 太田圓三、土木技師、鉄道技師（+ 1926年）
- 1884年 - 原安三郎、実業家、元日本化薬会長・東洋火災海上保険株式会社（現・セコム損害保険）会長（+ 1982年）
- 1885年 - タマーラ・カルサヴィナ、バレリーナ（+ 1978年）
- 1888年 - バリー・フィッツジェラルド、俳優（+ 1961年）
- 1890年 - 中村岳陵、日本画家（+ 1969年）
- 1892年 - アルチュール・オネゲル、作曲家、フランス6人組の1人（+ 1955年）
- 1892年 - 出隆、哲学者（+ 1980年）
- 1896年 - 松田伊三雄、実業家、元三越社長
- 1899年 - 守随憲治、国文学者（+ 1983年）
- 1900年 - ヴァイオレット・ブラウン、長寿世界一（+ 2017年）
- 1901年 - 伊能繁次郎、政治家（+ 1981年）
- 1901年 - 小林十九二、俳優（+ 1964年）
- 1902年 - 久邇邦久、華族、陸軍軍人（+ 1935年）
- 1903年 - ビックス・バイダーベック、ジャズコルネット奏者（+ 1931年）
- 1904年 - 牛島辰熊、柔道家（+ 1985年）
- 1906年 - 横沢四郎、プロ野球選手（+ 1981年）
- 1906年 - 大貫賢、プロ野球選手（+ 1975年）
- 1907年 - 石井桃子、児童文学作家（+ 2008年）
- 1912年 - ジークフリート・ボリース、ヴァイオリニスト（+ 1980年）
- 1915年 - チャールズ・グローヴズ、指揮者（+ 1992年）
- 1918年 - ギュンター・ラル、ドイツ空軍のエース・パイロット（+ 2009年）
- 1920年 - ボリス・ヴィアン、作家、詩人（+ 1959年）
- 1922年 - 山下清、画家（+ 1971年）
- 1922年 - 大出俊、政治家（+ 2001年）
- 1923年 - 郡司利男、英語学者、言語学者（+1999年）
- 1923年 - 日高澄子、女優（+ 2002年）
- 1923年 - ヘイダル・アリエフ、アゼルバイジャン大統領（+ 2003年）
- 1923年 - ヴァル・フィッチ、物理学者（+ 2015年）
- 1924年 - 金庸、武侠小説家（+ 2018年）
- 1926年 - 瀬戸わんや、漫才師（+ 1993年）
- 1927年 - 稲葉三千男、社会学者（+ 2002年）
- 1928年 - 渥美清、俳優（+ 1996年）
- 1928年 - ジェームズ・アール・レイ、キング牧師暗殺の実行犯（+ 1998年）
- 1928年 - 岡田善雄、生物学者（+ 2008年）
- 1930年 - 柴田義人、経済学者、北海学園大学名誉教授（+2002年）
- 1932年 - 世良譲、ジャズピアニスト（+ 2004年）
- 1934年 - 和田八束、経済学者、立教大学名誉教授
- 1934年 - 江上重孝、元プロ野球選手
- 1934年 - 石原舜三、地球科学者（+ 2020年）
- 1934年 - 藤子不二雄A、漫画家（+ 2022年）
- 1934年 - フー・ツォン、ピアニスト（+ 2020年）
- 1934年 - 中本忠子、元保護司
- 1935年 - 陳鋼、作曲家、ピアニスト
- 1936年 - ゼップ・ブラッター、元国際サッカー連盟（FIFA）会長
- 1936年 - サミュエル・ダニシェフスキー、有機化学者
- 1936年 - 袴田巌、プロボクサー、袴田事件の当事者
- 1937年 - ピンヨー・スワンキリ、建築家
- 1937年 - 信田邦雄、政治家
- 1938年 - 古今亭志ん朝（三代目）、落語家、俳優（+2001年）
- 1938年 - 月亭可朝、落語家、タレント（+ 2018年）
- 1938年 - 石川文洋、報道写真家
- 1938年 - 天野正子、社会学者、お茶の水女子大学名誉教授（+ 2015年）
- 1938年 - ジョニー・アラン、スワンプ・ポップ・ミュージシャン
- 1939年 - 高岡英司、元プロ野球選手
- 1939年 - 此島愛子、女優
- 1940年 - 大空眞弓、女優
- 1940年 - チャック・ノリス、俳優、空手家
- 1940年 - 足立光宏、元プロ野球選手
- 1940年 - 村山幸子、将棋棋士
- 1941年 - 徳光和夫、フリーアナウンサー（戸籍上。実際は3月3日）
- 1941年 - 真崎守、漫画家、演出家
- 1941年 - 西野忠臣、元プロ野球選手
- 1942年 - 藤嶋昭、化学者
- 1943年 - 道上洋三、アナウンサー、ラジオパーソナリティ
- 1943年 - 鈴木陸三、実業家、サザビーリーグ創業者
- 1943年 - 竹河内捷次、航空自衛官、元航空幕僚長・統合幕僚会議議長
- 1945年 - 東久邇信彦、元皇族（+ 2019年）
- 1945年 - 田中泯、舞踊家
- 1945年 - 大石勝彦、元プロ野球選手
- 1945年 - 佐藤輝、俳優
- 1946年 - 高橋博士、元プロ野球選手
- 1947年 - 郡司健、会計学者
- 1947年 - キム・キャンベル、政治家、元カナダ首相
- 1948年 - 岡村定矩、天文学者
- 1948年 - 大原和男、元プロ野球選手
- 1948年 - 井上三次、元競輪選手
- 1949年 - 大門正明、俳優
- 1949年 - 佐々木隆博、政治家
- 1949年 - 三笠優子、演歌歌手、浪曲師
- 1950年 - 三橋貴風、尺八奏者
- 1951年 - 神出政巳、政治家、建築士
- 1951年 - 芹洋子、歌手
- 1951年 - 嵯峨春平、実業家（+ 2004年）
- 1951年 - 井口俊英、小説家（+ 2019年）
- 1953年 - ポール・ハギス、映画監督、映画プロデューサー、脚本家
- 1954年 - 天木雅和、彫刻家
- 1954年 - 板東一彦、官僚
- 1955年 - 鈴木利男、レーシングドライバー
- 1955年 - 坂丘のぼる、漫画家
- 1956年 - 北村晴男、弁護士
- 1956年 - ランディ・ジョンソン、元プロ野球選手
- 1957年 - ウサマ・ビンラディン、アルカーイダ指導者（+ 2011年）
- 1957年 - 鹿取義隆、元プロ野球選手
- 1957年 - 川村和夫、実業家、元アナウンサー
- 1957年 - 青山純、ドラマー（+ 2013年）
- 1957年 - シャノン・トゥイード、女優
- 1958年 - シャロン・ストーン、女優
- 1958年 - 家中宏、声優
- 1958年 - スティーヴ・ハウ、プロ野球選手（+ 2006年）
- 1959年 - 桶谷顕、脚本家（+ 2007年）
- 1959年 - 井藤英忠、元ハンドボール選手
- 1960年 - 熊谷真実、女優
- 1960年 - 白木美貴子、女優、歌手
- 1960年 - 向坂樹興、アナウンサー
- 1961年 - マイク・バークベック、元プロ野球選手
- 1961年 - うすね正俊、漫画家
- 1961年 - 村崎太郎、猿回し師
- 1962年 - 道蔦岳史、クイズ王、放送作家
- 1962年 - 久田典子、作曲家
- 1962年 - 本田恵子、漫画家
- 1962年 - 松田聖子、歌手
- 1962年 - 多田野曜平、俳優、声優
- 1963年 - 藤谷美和子、女優
- 1963年 - 坂口千仙、元プロ野球選手
- 1963年 - 北森郁子、陸上選手
- 1963年 - ジェフ・アメン、ミュージシャン（パール・ジャム）
- 1964年 - 足立祐二、ギタリスト（DEAD END）、ミュージシャン（+ 2020年）
- 1964年 - アントン・ポルスター、元サッカー選手
- 1964年 - 小林深雪、小説家、漫画原作者
- 1965年 - 森純太、ミュージシャン（JUN SKY WALKER(S)）
- 1966年 - フィル・X、ギタリスト
- 1966年 - デイヴ・クルーセン、ドラマー
- 1966年 - 植草朋樹、アナウンサー
- 1966年 - 鳥井信宏、実業家
- 1966年 - 山田雅彦、厚生労働官僚
- 1967年 - 鈴木大地、競泳選手、順天堂大学講師
- 1967年 - 深澤真紀、コラムニスト、編集者
- 1967年 - 岸本光正、俳優、声優
- 1967年 - 亀山房代、お笑いタレント（+ 2009年）
- 1969年 - 森恵、女優、歌手、作詞家
- 1969年 - 木﨑文智、アニメーション監督、アニメーター
- 1969年 - 豊田利晃、映画監督
- 1970年 - 鈴木平、元プロ野球選手
- 1970年 - 石川康、元サッカー選手
- 1970年 - 坂田周大、アナウンサー
- 1970年 - 中島久美子、テレビプロデューサー
- 1971年 - 博多大吉、お笑いタレント（博多華丸・大吉）
- 1971年 - ティンバランド、音楽プロデューサー、ミュージシャン
- 1971年 - つぶやきシロー、お笑いタレント
- 1971年 - 藤崎竜、漫画家
- 1971年 - 桐山明佳、元プロ野球選手
- 1972年 - 藤井隆、お笑いタレント
- 1972年 - ロブ・スタニファー、元プロ野球選手
- 1973年 - 坪田敦史、ジャーナリスト
- 1973年 - ダン・スワノ、ミュージシャン、音楽プロデューサー、レコーディング・エンジニア
- 1973年 - エヴァ・ハーツィゴヴァ、スーパーモデル、女優
- 1973年 - 名波はるか、女優、タレント
- 1973年 - 森本光、アナウンサー
- 1973年 - クリス・サットン、元サッカー選手
- 1974年 - 山崎依里奈、声優
- 1974年 - 小林敦、元バレーボール選手
- 1975年 - 逸見愛、タレント
- 1975年 - 佐々木立華、アナウンサー
- 1975年 - 山田花子、お笑いタレント
- 1976年 - ハイファ・ワハビ、歌手
- 1976年 - 相橋愛子、声優
- 1977年 - 中田有紀、陸上選手
- 1977年 - 永山美穂、フリーアナウンサー
- 1977年 - ロビン・シック、シンガーソングライター
- 1978年 - 内田滋、俳優
- 1978年 - 山本聖治、ミュージシャン、ベーシスト（元Bivattchee）
- 1979年 - 小川正和、アニメーションプロデューサー
- 1979年 - 魔裟斗、キックボクサー
- 1980年 - 広瀬仁美、女優
- 1981年 - サミュエル・エトオ、元サッカー選手
- 1981年 - 黒海太、元大相撲力士
- 1981年 - 伊藤亮、フィールドホッケー選手
- 1981年 - 杉浦太陽、俳優
- 1981年 - 小林明実、ファッションモデル、女優
- 1982年 - 大坂孝之介、ミュージシャン、作曲家
- 1982年 - 高橋光臣、俳優
- 1982年 - ダニイル・バランツェフ、フィギュアスケート選手
- 1982年 - 金子光希、騎手
- 1983年 - 石橋敬三、マンドリン奏者
- 1983年 - 緒川尊、俳優
- 1983年 - ソニン、歌手、女優
- 1983年 - シェネル、歌手
- 1983年 - キャリー・アンダーウッド、歌手
- 1983年 - ラシンダ・ディーマス、陸上競技選手
- 1984年 - 川奈栞、元グラビアアイドル
- 1984年 - 榮德多賀子、タレント
- 1984年 - 桃瀬ツカサ、タレント
- 1984年 - オリヴィア・ワイルド、女優
- 1984年 - ダヴィ、サッカー選手
- 1984年 - 中井孝治、元スノーボード選手
- 1985年 - ラッサナ・ディアッラ、サッカー選手
- 1985年 - 土佐豊祐哉、元大相撲力士
- 1986年 - 野田りさ、ファッションモデル
- 1986年 - 永野亮比己、ミュージカル俳優
- 1986年 - 伊藤朱里、小説家
- 1986年 - サンカクヘッド、漫画家
- 1986年 - 飯田一弥、元プロ野球選手
- 1988年 - 橘美里、女優
- 1988年 - 南千尋、女優
- 1988年 - 織田菜月、アイドル
- 1988年 - 横井美沙、バスケットボール選手
- 1988年 - イヴァン・ラキティッチ、サッカー選手
- 1989年 - ダヤン・ビシエド、プロ野球選手
- 1989年 - 大場達也、元プロ野球選手
- 1989年 - 高橋理、元サッカー選手、指導者
- 1990年 - まらしぃ、ピアニスト
- 1990年 - 浅場佳苗、シンガーソングライター
- 1990年 - 慶天海孔晴、元大相撲力士
- 1991年 - 米津玄師、シンガーソングライター
- 1991年 - はまやねん、お笑いタレント（8.6秒バズーカー）
- 1991年 - オダトモヒト、漫画家
- 1992年 - エミリー・オスメント、女優、歌手
- 1992年 - 彩尊光、元大相撲力士
- 1993年 - 篠原愛実、元女優
- 1993年 - 来栖梨紗、女優、モデル
- 1993年 - 土屋希美、ファッションモデル
- 1993年 - やっぴー、お笑いタレント（ぶたマンモス）
- 1993年 - アレハンドロ・メヒア、プロ野球選手
- 1993年 - プニエル、アイドル（BTOB）
- 1994年 - 永尾まりや、タレント（元AKB48）
- 1994年 - 坂下陽春、俳優
- 1994年 - 奥山かずさ、女優
- 1994年 - 堺小春、女優
- 1994年 - トリンドル瑠奈、ファッションモデル
- 1995年 - 佐久間由衣、モデル、女優
- 1995年 - 真山隼人、浪曲師
- 1995年 - 山内美咲、バレーボール選手
- 1996年 - 斉藤みのり、女優
- 1996年 - 呂彦青、プロ野球選手
- 1997年 - 東拓海、俳優
- 1997年 - ジャリエル・ロドリゲス、プロ野球選手
- 1997年 - 野原有希、サッカー選手
- 1998年 - ジャスティン・ハーバート、アメリカンフットボール選手
- 1998年 - 河実里夏、声優
- 1998年 - 仁、お笑い芸人（軍艦）
- 1998年 - 星☆美優、元アイドル
- 1998年 - 長坂有紗、レースクイーン
- 1999年 - 白鳥羽純、女優、タレント（元X21）
- 1999年 - 寺田宇多菜、柔道選手
- 1999年 - 山中尭之、プロ野球選手
- 1999年 - 原田海、スポーツクライマー
- 2000年 - 川嶋紗南、女優
- 2000年 - 清水美依紗、歌手
- 2000年 - 大江れな、アイドル（KissBee）
- 2000年 - 山内彰、サッカー選手
- 2002年 - 池谷匠翔、騎手
- 2002年 - 進藤勇也、プロ野球選手
- 2003年 - 山田愛乃、新体操選手
- 2003年 - 吉田美月喜、モデル、女優
- 2004年 - 若林学歩、サッカー選手
- 2004年 - 黒田朝日、陸上競技選手
- 2009年 - 林美澪、アイドル（元SKE48）
- 生年不詳 - 兄崎ゆな、漫画家
- 生年不詳 - 164、音楽家、ボカロP
- 生年不詳 - 大河内雅子、声優
- 生年不詳 - 大坪純子、声優
- 生年不詳 - 片岡吉乃、漫画家
- 生年不詳 - 上乃龍也、漫画家
- 生年不詳 - 金松由花、声優
- 生年不詳 - 崎濱綾子、気象予報士
- 生年不詳 - 佐々木聡美、気象予報士
- 生年不詳 - 左右田もも、漫画家
- 生年不詳 - そうま、歌い手（KnightA-騎士A-）
- 生年不詳 - 中島千里、声優
- 生年不詳 - なかじまゆか、漫画家、イラストレーター
- 生年不詳 - 汀万里、漫画家
- 生年不詳 - 松本慎也、俳優
- 生年不詳 - 宮川匡代、漫画家
- 生年不詳 - 優木かな、声優
- 生年不詳 - 荘司勝也、声優
- 生年不詳 - フレン・E・ルスタリオ、VTuber(にじさんじ)

### 人物以外（動物など）
- 1990年 - ビワハヤヒデ、競走馬（+ 2020年）
- 1990年 - ユキノビジン、競走馬（+ 2016年）
- 1990年 - ロイスアンドロイス、競走馬（+ 1996年）
- 2010年 - ロゴタイプ、競走馬
- 2012年 - キタサンブラック、競走馬
- 2012年 - サトノクラウン、競走馬
- 2014年 - スワーヴリチャード、競走馬
- 2015年 - アーモンドアイ、競走馬
- 2018年 - エフフォーリア、競走馬

## 忌日

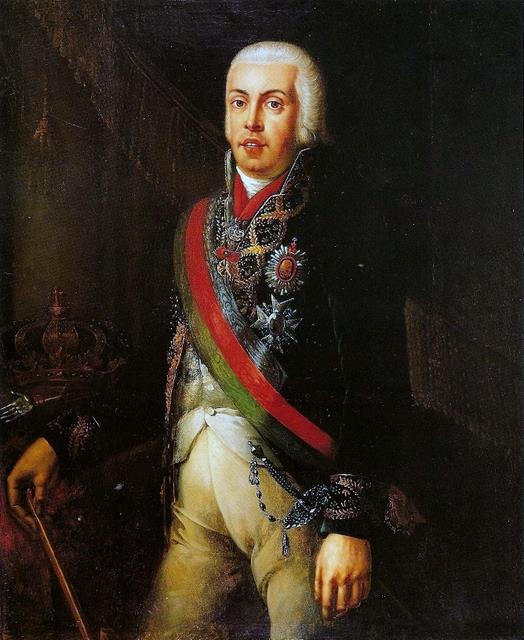
ポルトガル王ジョアン6世(1767-1826)没。

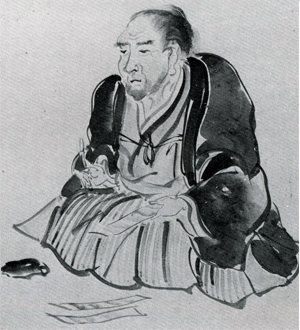
俳人井上井月(1822-1887)没。

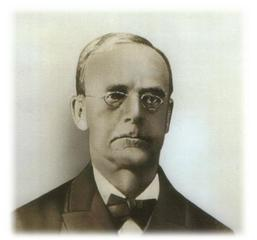
法学者、神学者、宣教師グイド・フルベッキ(1830-1898)没。

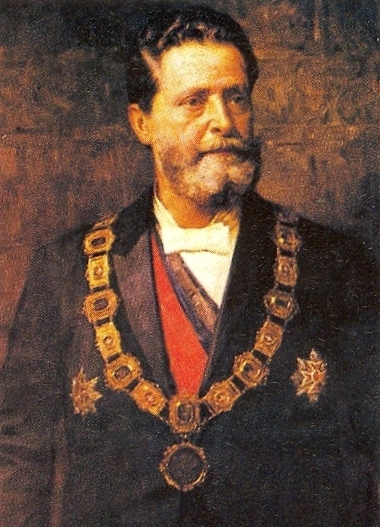
政治家、元ウィーン市長カール・ルエーガー(1844-1910)没。

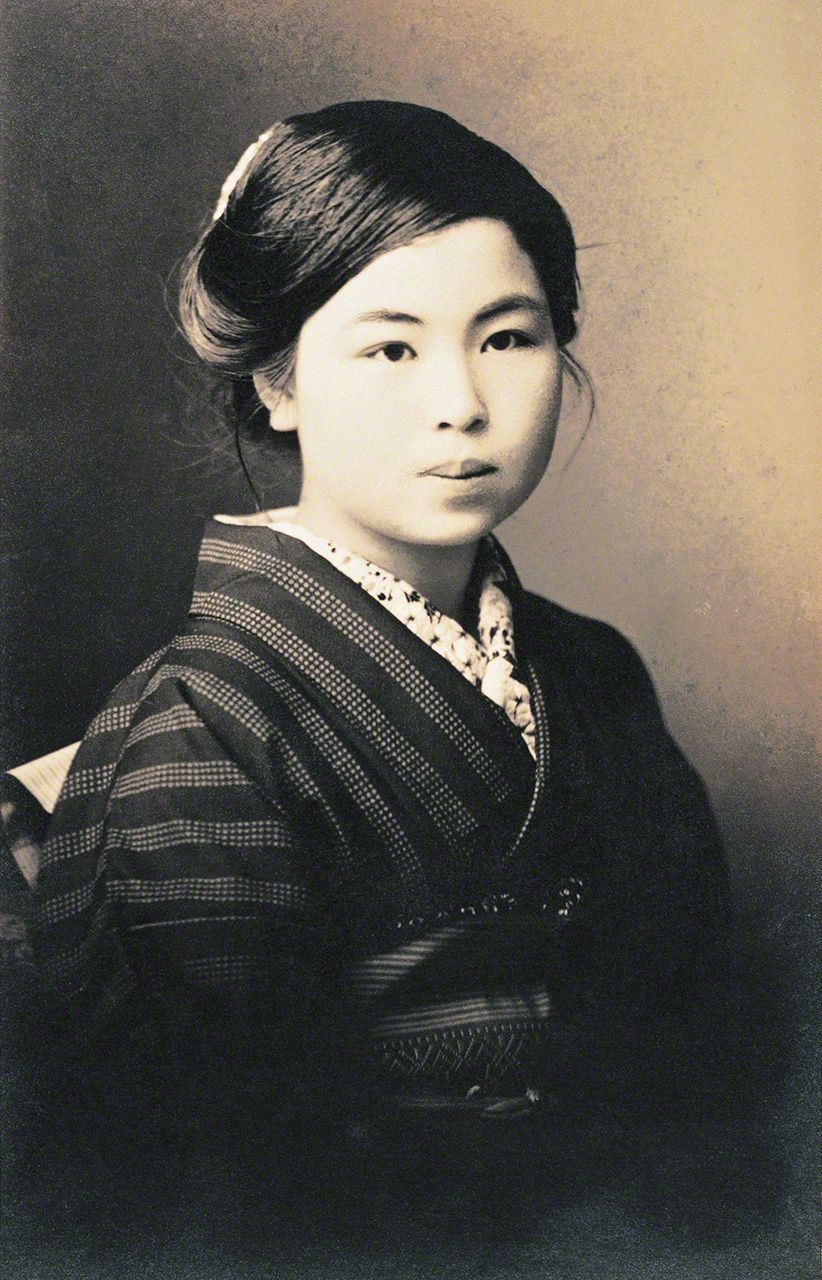
童謡詩人金子みすゞ(1903-1930)没。

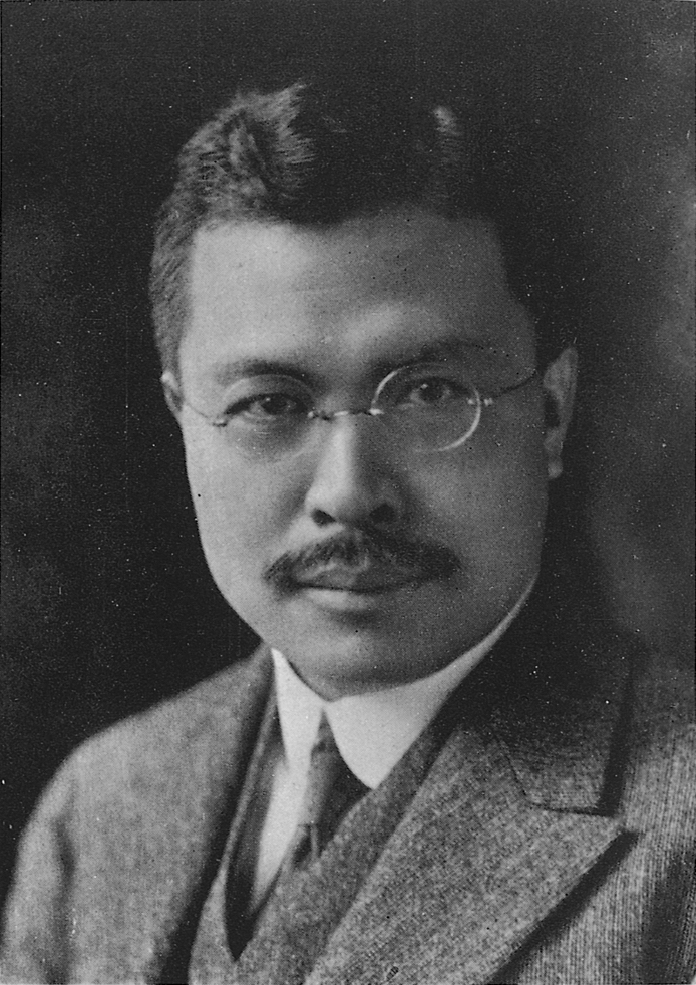
第44代内閣総理大臣幣原喜重郎(1872-1951)没。

- 483年 - シンプリキウス、第47代ローマ教皇
- 720年（養老4年1月27日） - 阿倍宿奈麻呂、公卿
- 1291年 - アルグン、イルハン朝第4代君主（* 1258年?）
- 1513年 - 第13代オックスフォード伯ジョン・ド・ヴィアー（* 1442年）
- 1792年 - 第3代ビュート伯爵ジョン・ステュアート、イギリス首相（* 1713年）
- 1823年 - ジョージ・エルフィンストーン、イギリス海軍提督（* 1746年）
- 1825年 - カール・モルワイデ、モルワイデ図法発案者（* 1774年）
- 1826年 - ジョアン6世、ポルトガル王（* 1767年）
- 1832年 - ムツィオ・クレメンティ、作曲家（* 1752年）
- 1847年 - チャールズ・ハチェット、化学者（* 1765年）
- 1855年 - カルロス・マリア・イシドロ・デ・ボルボーン、スペインの王位請求者（* 1788年）
- 1861年 - タラス・シェフチェンコ、詩人（* 1814年）
- 1864年 - マクシミリアン2世、バイエルン王（* 1811年）
- 1870年 - イグナーツ・モシェレス、作曲家（* 1794年）
- 1872年 - ジュゼッペ・マッツィーニ、革命家（* 1805年）
- 1887年 - 井上井月、俳人（* 1822年?）
- 1898年 - グイド・フルベッキ、キリスト教宣教師（* 1830年）
- 1900年 - カール・ドップラー、指揮者、作曲家、フルート奏者（* 1825年）
- 1903年 - ソフィー・アンダーソン、画家（* 1823年）
- 1910年 - カール・ライネッケ、作曲家、指揮者（* 1824年）
- 1910年 - カール・ルエーガー、ウィーン市長（* 1844年）
- 1916年 - ウォルター・S・サットン、生物学者、医学者（* 1877年）
- 1918年 - ジム・マコーミック、野球選手（* 1856年）
- 1920年 - 岩谷松平、実業家（* 1850年?）
- 1925年 - ジョン・フィルモア・ヘイフォード、測地学者（* 1868年）
- 1925年 - マイヤー・プリンスタイン、陸上競技選手（* 1878年）
- 1930年 - 金子みすゞ、童謡詩人（* 1903年）
- 1934年 - 武藤山治、実業家（* 1867年）
- 1937年 - エヴゲーニイ・ザミャーチン、小説家（* 1884年）
- 1939年 - 山本懸蔵、労働運動家、日本共産党党員（* 1895年）
- 1940年 - ミハイル・ブルガーコフ、小説家（* 1891年）
- 1945年 - 河井荃廬、篆刻家（* 1871年）
- 1945年 - 古屋慶隆、政治家（* 1879年）
- 1945年 - 太田仲三郎、実業家（* 1887年）
- 1945年 - 琴ヶ浦善治郎、大相撲力士（* 1890年）
- 1945年 - 吉村操、映画監督（* 1905年）
- 1945年 - 豊嶌雅男、大相撲力士、関脇（* 1919年）
- 1945年 - 枩浦潟達也、大相撲力士、小結（* 1915年）
- 1945年 - 小野欣助、野球選手（* 1917年）
- 1945年 - 徳三宝、柔道家（* 1887年）
- 1948年 - エヴゲニー・スルツキー、経済学者（* 1880年）
- 1948年 - ヤン・マサリク、チェコスロヴァキア外相（* 1886年）
- 1951年 - 幣原喜重郎、政治家、第44代内閣総理大臣、第40代衆議院議長（* 1872年）
- 1953年 - 峠三吉、詩人（* 1917年）
- 1960年 - 石黒忠篤、政治家（* 1884年）
- 1960年 - 瑛九、画家、版画家、写真家（* 1911年）
- 1963年 - 清元榮壽郎、清元節三味線方（* 1904年）
- 1969年 - ジミー・ワイルド、プロボクサー（* 1892年）
- 1971年 - 土井虎賀寿、哲学者（* 1902年）
- 1978年 - 長谷川才次、時事通信社初代代表取締役（* 1903年）
- 1978年 - 能島武文、演劇評論家、翻訳家（* 1898年）
- 1980年 - ティーブ・釜萢、ジャズミュージシャン（* 1911年）
- 1982年 - 代田稔、医学博士、ヤクルト開発者（* 1899年）
- 1985年 - イスラエル・リガルディー、魔術師（* 1907年）
- 1985年 - コンスタンティン・チェルネンコ、ソ連共産党書記長（* 1911年）
- 1985年 - ボブ・ニーマン、プロ野球選手（* 1927年）
- 1986年 - 安井謙、政治家、元自治大臣・国家公安委員会委員長・総理府総務長官（* 1911年）
- 1991年 - 倉前盛通、政治家（* 1921年）
- 1992年 - 渡辺茂、システム工学者（* 1918年）
- 1995年 - 相沢治夫、俳優（* 1923年）
- 1997年 - 大庭秀雄、映画監督（* 1910年）
- 1997年 - 萬屋錦之介、俳優（* 1932年）
- 1998年 - ロイド・ブリッジス、俳優（* 1913年）
- 1998年 - 剣晃敏志、大相撲力士（* 1967年）
- 2000年 - ジミー時田、歌手（* 1936年）
- 2002年 - 中林貞男、社会運動家（* 1907年）
- 2002年 - 牧角三郎、法医学者、九州大学名誉教授（* 1921年）
- 2003年 - 下村一夫、照明技師（* 1921年）
- 2003年 - バリー・シーン、元オートバイレーサー（* 1950年）
- 2005年 - 千国安之輔[22]、蜘蛛学者（* 1911年）
- 2005年 - 藤川正信、図書館情報学者、翻訳家、元図書館情報大学学長（* 1922年）
- 2005年 - 照屋林助、音楽家（* 1929年）
- 2005年 - ケント・ハドリ、プロ野球選手（* 1934年）
- 2005年 - 星ルイス、漫才師（* 1947年）
- 2005年 - 赤羽根義章、国語学者（* 1958年）
- 2006年 - 満田久輝、農芸化学者、京都大学名誉教授（* 1914年）
- 2006年 - 茶本繁正、ジャーナリスト（* 1929年）
- 2006年 - 安達瞳子、華道家、花芸安達流創始者（* 1936年）
- 2007年 - 藤永善作[23]、藤永製薬代表取締役会長（* 1905年または1906年）
- 2007年 - 時実新子、川柳作家、エッセイスト（* 1929年）
- 2007年 - アーニー・ラッド、アメリカンフットボール選手、プロレスラー（* 1938年）
- 2008年 - 田形竹尾、日本文化チャンネル桜相談役（* 1916年）
- 2008年 - 李昊星、プロ野球選手（* 1967年）
- 2009年 - 秋山光和、美術史家、東京大学名誉教授（* 1918年）
- 2009年 - 三佳令二、作詞家、音楽プロデューサー（* 1928年）
- 2009年 - ブライアン・バリー、哲学者（* 1936年）
- 2010年 - コリー・ハイム、俳優（* 1971年）
- 2011年 - 竹林滋、英語学者、東京外国語大学名誉教授（* 1926年）
- 2011年 - 坂上二郎、コメディアン、歌手、俳優（* 1934年）
- 2011年 - 毛利千代子、ラジオパーソナリティ（* 1943年）
- 2012年 - 酒井光子、喜劇女優（* 1922年）
- 2012年 - フランク・シャーウッド・ローランド、化学者、ノーベル化学賞受賞者（* 1927年）
- 2012年 - ジャン・ジロー、漫画家（* 1938年）
- 2012年 - フリオ・セサール・ゴンザレス、プロボクサー、元WBO世界ライトヘビー級王者（* 1976年）
- 2013年 - リリアン、王女、ハッランド公ベルティル公爵夫人（* 1915年）
- 2013年 - 堀井令以知、言語学者、関西外国語大学名誉教授（* 1925年）
- 2013年 - 山口昌男、文化人類学者（* 1931年）
- 2013年 - 滝下毅、声優（* 1975年）
- 2014年 - 山崎芳樹、実業家、5代目マツダ社長（* 1914年）
- 2014年 - 小川俊雄、物理学者、高知大学名誉教授（* 1927年）
- 2016年 - ケン・アダム、美術監督（* 1921年）
- 2016年 - キース・エマーソン、キーボーディスト、作曲家（* 1944年）
- 2016年 - 聖日出夫、漫画家（* 1946年）
- 2017年 - ジョン・サーティース、レーサー、WGPチャンピオン（2輪）、F1ドライバーズチャンピオン（4輪）（* 1934年）
- 2017年 - ロバート・ジェームズ・ウォラー、作家、カメラマン、音楽家（* 1939年）
- 2017年 - アニバル・ルイス、サッカー指導者（* 1942年）
- 2017年 - 佐島直子、政治学者、専修大学教授（* 1955年）
- 2018年 - ユベール・ド・ジバンシィ、ファッションデザイナー（* 1927年）
- 2018年 - ラルフ・ウォルドマン、オートバイレーサー（* 1966年）
- 2019年 - 及川和男、小説家、「北の文学」元編集委員（* 1933年）
- 2019年 - ウォーリー山口、ライター、レフェリー、プロレスマネージャー（* 1958年）
- 2020年 - ジョージ大塚、ジャズドラマー（* 1937年）
- 2020年 - 玄吉彦、小説家（* 1940年）
- 2021年 - 山口栄鉄[24]、琉球研究者（* 1938年）
- 2021年 - アリ・マフディ・ムハンマド、実業家、政治家、第4代ソマリア大統領（* 1939年）
- 2022年 - 下野敏見、民俗学者（* 1929年）
- 2022年 - アンネローゼ・シュミット、ピアニスト（* 1936年）
- 2022年 - ユルゲン・グラボウスキ、サッカー選手（* 1944年）
- 2022年 - オダリス・ペレス、プロ野球選手（* 1977年）
- 2023年 - 伊藤雅俊、セブン&アイ・ホールディングス名誉会長、イトーヨーカ堂設立者（* 1924年）
- 2023年 - ヘスス・アルー、プロ野球選手（* 1942年）
- 2023年 - 金田誠一、政治家、元衆議院議員（* 1947年）
- 2023年 - 山田憲昭、政治家、元吉野谷村長（* 1951年）
- 2023年 - 藤井直伸、バレーボール選手（* 1992年）
- 2024年 - 田中恭一、実業家、メニコン創業者（* 1931年）
- 2024年 - 榎本弘、経済学者、青山学院大学名誉教授（* 1931年）
- 2024年 - 明武谷力伸、関取（* 1937年）
- 2024年 - 谷川晃一、画家、エッセイスト、美術評論家、絵本作家（* 1938年）
- 2024年 - T・M・スティーヴンス、ベーシスト（* 1951年）
- 2024年 - カール・ウォリンジャー、ミュージシャン（* 1957年）
- 2024年 - いのまたむつみ、イラストレーター、漫画家（* 1960年）
- 2024年 - 吉江豊、プロレスラー（* 1974年）

## 記念日・年中行事
- 東京都平和の日（ 日本）
1945年のこの日、アメリカ空軍のB29爆撃機による東京大空襲が行われ、最大級の被害をもたらしたことから、都民一人ひとりが平和を考える日として東京都が1990年に制定。
- 陸軍記念日（ 日本、1906年 - 1945年）
1905年のこの日の、日露戦争・奉天会戦での日本の勝利を記念。
- 農山漁村女性の日（ 日本）
農林水産省婦人・生活課が1988年（昭和63年）に制定。各地域にある婦人だけの休息日が農閑期の10日であることが多かったことから。
- 佐渡の日（ 日本）
佐渡観光協会が1998年に制定。「さ(3)ど(10)」の語呂合せ。
- 水戸の日（ 日本）
「み(3)と(10)」の語呂合せ。
- サボテンの日（ 日本）
「さ(3)ぼてん(10)」の語呂合せ。
- 見合いの日（ 日本）
出会いの機会を提供し、幸せな結婚を推奨していくことを目的に、エン婚活エージェント株式会社が制定。日付けは、「み(3)あい(1)＝見合い」「ミー（3）ト（10）＝meet」「0＝円＝縁」の語呂合せから[25]。
- 砂糖の日（ 日本）
「さ(3)とう(10)」の語呂合せ。
- ミントの日（ 日本）
カネボウフーズが2000年に制定。「ミ(3)ント(10)」の語呂合せ。
- 横浜三塔の日（ 日本）
横浜観光コンベンション・ビューローが2007年に制定[26]。「さん(3)とう(10)」の語呂合せ。
- 名古屋コーチンの日（ 日本）
旧尾張藩士の海部壮平・正秀兄弟によって作出された地鶏・名古屋コーチンが、1905（明治38）年3月10日、日本家禽協会から国産実用品種第1号として認定された。これにちなみ、3月10日を「名古屋コーチンの日」として日本記念日協会に登録申請し、2016年に認定された[27]。
- たけのこの里の日（ 日本）
株式会社明治が自社で販売している菓子・たけのこの里の記念日として日本記念日協会に申請して正式に受理、2017年に制定。商品名「たけのこの里」から「さ(3)と(10)」の語呂合せ[28]。
- チベット民族蜂起記念日
1959年のこの日のチベット蜂起を記念。
- マリオの日（ アメリカ合衆国）
3月10日の英語表記の一つに「Mar.10」があり、これが「MARIO」に似ていることから[29]。

## 歌
- 江田聖明とザ・ブレイズの楽曲「卒業の季節」の歌詞中の台詞に登場する日付。同楽曲のシングル発売日と同日である（1969年）。